# Nyílt tartalom
A nyílt tartalom kifejezés a nyílt forráskódhoz hasonlóan olyan kreatív alkotásokat ír le (például cikkek, képek, hanganyagok, mozgófilmek), amik olyan nem megszorító szerzői jogi feltételekkel (licenccel) és formában kerülnek publikálásra, amik kifejezetten engedélyezik az információ másolását. (Egy példa a GNU Szabad dokumentáció licenc, amit a Wikipédia használt 2006-ig, és a Nupedia is használ .)
A „nyílt tartalom” kifejezést gyakran használják az olyan tartalom leírására is, melyet bárki módosíthat. Erre azonban újabban a pontosabb „szabadon módosítható”, vagy „szabad szerkesztésű” kifejezés terjedt el. Ez természetesen nem azt jelenti, hogy bárki bármit (például törvénysértő dolgot) írhat, hanem azt, hogy nincs egy előre meghatározott zárt csoport – mint például egy lexikon kiadója – aki minden szerkesztésért felelős.
Mint ahogy a nyílt forráskódot gyakran egyszerűen szabad szoftvernek nevezik (nem összekeverendő az ingyenes szoftverrel (freeware)) úgy a nyílt tartalmú anyagokat is szokás röviden szabad/nyílt anyagoknak nevezni. Azonban nem minden nyílt tartalom „szabad” a GNU GPL értelmezését követve (ilyen például a Mozilla Open Directory).
Lásd még a közkincs és a szabad szoftver mozgalom szócikkeket.

## A nyílt tartalom lényege
A nyílt tartalom (vagy szabad tartalom) általánosan nem ingyenességet (vagyis a felhasználás díjmentességét) jelenti, mellyel gyakran összekeverik. Az ingyenes felhasználás jogilag csupán annyit jelent, hogy egy mű (tartalom) tulajdonosa megengedi, hogy a művet az általa megadott módon, az általa meghatározott kör, az általa meghatározott időben térítés nélkül megtekintheti, vagy azzal egyéb a művet érintő tevékenységeket végezhet (például többszörözheti, előadhatja, vagy abból gyűjteményes művet hozhat létre, például szerepeltetheti az évkönyvében). A mű azonban a szerzőé (vagy szerzői jogtulajdonosáé) marad, és ő bármikor bármilyen módon megváltoztathatja a felhasználásra vonatkozó engedélyét.
A nyílt tartalom esetén a szerző (jogtulajdonos) olyan nyilatkozatot tesz, hogy a mű felhasználását lehetővé teszi olyan visszavonhatatlan módon, hogy az a lehető legszélesebb kör számára elérhető legyen, és a lehető legszélesebb felhasználási módokat engedélyezze; ezen jognyilatkozatok neve felhasználási szerződés vagy licenc, mely pontosan meghatározza a felhasználás feltételeit, az esetleges korlátozásokat.
A szerzői jog az alábbi felhasználási fajtákat különbözteti meg:
- a mű megismerése (olvasás, megtekintés, meghallgatás stb.),
- a mű többszörözése (másolás),
- a mű terjesztése (előadás, nyilvánosságra hozatal, terjesztés),
- a mű átdolgozása (módosítás, „származékos mű” létrehozása),
- gyűjteményes műbe illesztés.

A „valódi” szabad tartalom esetén a licenc mindenkinek (tekintet nélkül arra, hogy az magánszemély, cég vagy egyéb jogi vagy nem jogi személy), minden felhasználási módra (a fentiek alapján, függetlenül a felhasználás céljától, vagyis akár magán, akár oktatási, akár üzleti célra) engedélyezi a mű felhasználását, és ezen felül tartalmazhat egyedi megkötéseket (például biztosítani, hogy a mű felhasználása során abból keletkezett új szerzői műveknek is hasonlóan szabad licenc alá kell esniük) vagy további engedélyeket (például az érintett művekkel kapcsolatos védjegyek, szabadalmak vagy személyiségi jogok tekintetében, melyek a szerzői jogon túl korlátozhatják a felhasználást).
Léteznek olyan felhasználási módok, melyek nem tekinthetőek teljesen „szabad tartalomnak”, mert a fentiekhez képest korlátozásokat tartalmaznak: korlátozzák az igénybe vevők körét (például megtiltva a kereskedelmi célú felhasználást) vagy a felhasználási módokat (például megtiltva a mű átdolgozását), de mégis jelentősen korlátozottabban akadályozzák meg az egyes művek felhasználását a teljes szerzői jogi védelemhez képest.

## A nyílt tartalom hatásai
A nyílt tartalom sajátosságai folytán a szokásos védett művektől lényegesen eltérő felhasználási módot tesz lehetővé.
- Mivel az engedély visszavonhatatlan, a felhasználók biztosak lehetnek abban, hogy az adott időpontban megengedett felhasználási mód a jövőben is rendelkezésre fog állni, így hosszú távon tudnak tervezni az általuk választott alkalmazási móddal.
- Mivel az engedély nem személyre szóló, nem szükséges egyedi engedélyezést intézni, ami nagyon meggyorsítja egy új alkalmazási mód indítását.
- Mivel az engedély nem köti meg a felhasználók körét, a tartalomra lehet üzleti modellt építeni, azt új alkalmazási formákban felhasználni anélkül, hogy ennek bármilyen (licencelési) költsége lenne. A kisebb kockázat miatt könnyebb új módozatokat kipróbálni, és így jelentősen könnyebben megjelenhetnek a művön alapuló új, széles körben elérhető technológiák.
- Mivel az engedély nem köti meg a felhasználási módokat, nem szükséges minden új felhasználás esetén jogi és kereskedelmi egyeztetés, utánajárás, ami lehetővé teszi a teljesen új jellegű felhasználások gyors megjelenését, ezzel tovább gazdagítva a széles körben elérhető szolgáltatásokat, lehetőségeket.
- Mivel a többszörözés, átdolgozás és terjesztés kötetlen, a felhasználás nem függ egy adott szolgáltató által biztosított lehetőségektől sem anyagi, sem erőforrásbeli szempontból: ha egy szabad tartalomra épülő szolgáltatáshoz jelentős erőforrások kellenek, akkor a tartalom bármikor átköltöztethető saját tulajdonú erőforrásokra; a tartalom megjelenítése és felhasználási módja egyedi igényre szabható.

## Nyílt webtartalmak
(ábécésorrendben)
- Aozora Bunko – (japán nyelvű) ingyenes digitális könyvek
- Asian Open Source Centre – nyílt tartalmú GFDL wikit tartalmaz nyílt forrással
- CapitanCook – nyílt és ingyenes útikönyv
- Creative Commons
- ExtinctionLevelEvent.com – nyílt webképregény
- Jake  – kutatási szoftver és adatbázis, ahol a tartalom nyílt forráskóddal készült
- GNUtemberg  – olasz nyelven
- Linux dokumentációs projekt  – A Linux részére dokumentáció létrehozására irányuló projekt
- Nupedia  – nyílt szerkesztésű enciklopédia, a Wikipédia elődje.
- Opencode  – konzorcium a nyílt kutatásért és tartalomért
- OpenContent  Archiválva 2003. július 21-i dátummal a Wayback Machine-ben – nyílt forrás engedélyezési séma információs tartalomra
- Open Content for Education
- Open-education.org  – Nyílt Tartalmú Tananyag közös kidolgozását népszerűsítő oldal és portál.
- OpenCourseWare  – főiskolai és egyetemi kurzusok tananyagának nyílt cseréje
- Openlaw  – kísérlet jogi érvelések nyílt kidolgozására
- Open Music Registry  – Zene szabad cseréje Open Audio License felhasználásával .[2]
- Open Directory Project  Archiválva 2006. szeptember 28-i dátummal a Wayback Machine-ben – netes tartalomjegyzék mint a Yahoo!.
- Project Gutenberg
- Public Library of Science
- PlanetMath  – matek az embereknek, az emberektől.
- Wikipédia  – Nyílt tartalmú lexikon
- Woochi – Wine Encyclopaedia
- World Lecture Hall  – Online tananyagok
- The Worldwide Lexicon

Lásd még public domain resources, semi-public domain resources, public domain image resources, collaborative writing

## Licencek
- Design Science License
- GNU Szabad dokumentáció licenc
- October Open Game License (OOGL) – az Open Game License még nyíltabb verziója
- Open Publication License – Licenc az Open Content Project-re
- Open Directory Project License – ezt alkalmazza az Open Directory Project
- Open Game License – az Open Gaming Foundation licence, írta a Wizards of the Coast.
- Open Content License

## Külső hivatkozások
- – alqua.com, Ingyenes dokumentumok
- A nyílt tartalom fogalma és kreatív művek: Creative Commons
- Design Science License
- Nyílt tartalom könyvtára: ibiblio
- Copyleft és az információs forradalom
- Jan Newmarch, „Open Content Licenses,” http://jan.netcomp.monash.edu.au
- http://www.opencontent.org/ Archiválva 2003. július 21-i dátummal a Wayback Machine-ben
- Nyílt tartalomjegyzék kategória: Nyílt tartalom
- Nyílt tartalom források és levelezési lista az OpenContentList.com
- Nyilvános Tudományok Könyvtára
- Open Educational Practices and Resources: OLCOS Roadmap 2012. Nyílt Elektronikus Tananyag Felmérő Szolgáltatások (OLCOS projekt)
- OER Tutorial Az OLCOS projekttel együttműködve kifejlesztett (angol nyelvű) elektronikus útmutató nyílt tananyagtartalom létrehozásáról, újra felhasználásáról és megosztásáról
- Dokumentáció licencek a gnu.org
- Ez a Google keresés, amely GFDL licences dokumentumokat keres, garantált csúcsforgalmat fog eredményezni.